# 国頭郡

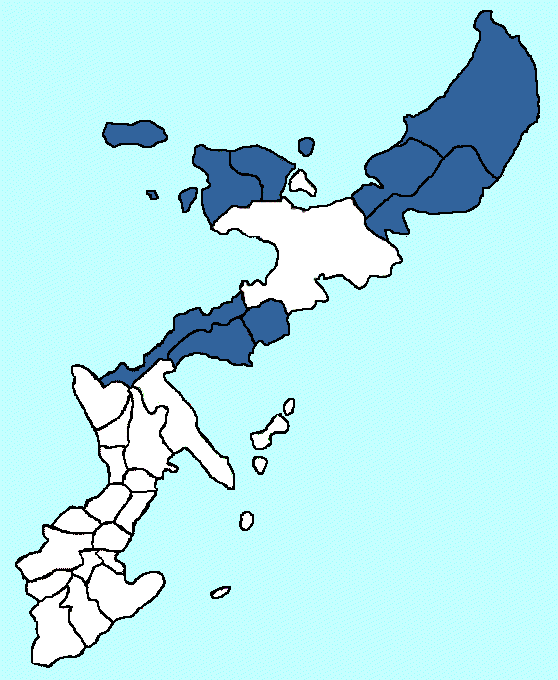
沖縄県国頭郡の範囲

国頭郡（くにがみぐん）は、沖縄県の郡。
人口62,012人、面積577.29km²、人口密度107人/km²。（2025年2月1日、推計人口）
以下の2町7村を含む。
- 国頭村（くにがみそん）
- 大宜味村（おおぎみそん）
- 東村（ひがしそん）
- 今帰仁村（なきじんそん）
- 本部町（もとぶちょう）
- 恩納村（おんなそん）
- 宜野座村（ぎのざそん）
- 金武町（きんちょう）
- 伊江村（いえそん）

## 郡域
1896年（明治29年） に行政区画として発足した当時の郡域は、上記2町7村に名護市を加えた区域にあたる。

## 沿革

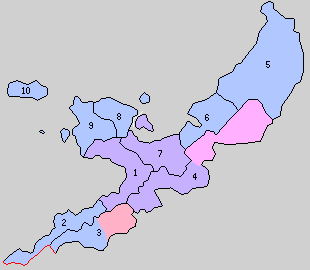
1.名護村 2.恩納村 3.金武村 4.久志村 5.国頭村 6.大宜味村 7.羽地村 8.今帰仁村 9.本部村 10.伊江村（紫：名護市、桃：東村、赤：宜野座村、青：合併なし）

- 明治13年（1880年） - 国頭地方役所を羽地間切親川村に創設する[1]。
- 明治15年（1882年） - 役所を名護間切大兼久村に移転する[1]。
- 明治22年（1889年）5月 - 役所を東江村の首里警察署名護分署の敷地と交換移転する[1]。
- 明治29年（1896年）4月1日 - 「沖縄県ノ郡編制ニ関スル件」（明治29年勅令第13号）の施行により、国頭方（名護間切・恩納間切・金武間切・久志間切・国頭間切・大宜味間切・羽地間切・今帰仁間切・本部間切）および伊江島の地域をもって行政区画としての国頭郡が発足。郡役所が羽地間切に設置。（9間切1島）
- 明治41年（1908年）4月1日 - 島嶼町村制施行に伴い、国頭郡に名護村、恩納村、金武村、久志村、国頭村、大宜味村、羽地村、今帰仁村、本部村、伊江村が発足。（10村）
- 大正12年（1923年）
  - 3月31日 - 郡会が廃止。郡役所は存続。
  - 4月1日 - 久志村の一部（有銘・慶佐次・平良・川田・宮城）が東村として分立。（11村）
- 大正13年（1924年）2月1日 - 名護村が町制施行して名護町となる。（1町10村）
- 大正15年（1926年）6月30日 - 郡役所が廃止。以降は地域区分名称となる。
- 昭和15年（1940年）12月10日 - 本部村が町制施行して本部町となる。（2町9村）
- 昭和20年（1945年）4月1日以降 - 米国海軍軍政府布告1号により米軍占領地域で順次日本政府の統治から切り離されアメリカの統治下になる。
- 昭和21年（1946年）
  - 1月 - 連合国軍最高司令官総司令部覚書により連合国よりアメリカ軍政へ移管される。
  - 4月1日 - 金武村の一部（宜野座・惣慶・漢那・古知屋）が宜野座村として分立。（2町10村）
  - 5月20日 - 名護町の一部（屋部・安和・山入端・宇茂佐）が屋部村として分立。（2町12村）
  - 5月21日 - 羽地村の一部（屋我・我部・饒平名・済井出）が屋我地村として分立。（2町11村）
- 昭和22年（1947年）8月1日 - 本部町の一部（謝花・備瀬・具志堅および浦崎・浜元の各一部）が上本部村として分立。（2町13村）
- 昭和45年（1970年）8月1日 - 名護町・屋部村・羽地村・久志村・屋我地村が合併して名護市が発足し、郡より離脱。（1町9村）
- 昭和46年（1971年）11月1日 - 上本部村が本部町に編入。（1町8村）
- 昭和47年（1972年）5月15日 - 全域が日本に復帰する（沖縄返還）。「沖縄の復帰に伴う特別措置に関する法律」第3条により「従前の沖縄県は、当然に、地方自治法に定める県として存続するものとする。」と、第7条により「沖縄の市町村は、地方自治法の規定による市町村となるものとする。」と規定され、地方自治法が適用される。
- 昭和55年（1980年）4月1日 - 金武村が町制施行して金武町となる。（2町7村）

## 行政
特記なき場合『沖縄県国頭郡志』による。
国頭地方役所長
| 代 | 氏名       | 就任年月日            | 退任年月日                | 備考                        |
| -- | ---------- | --------------------- | ------------------------- | --------------------------- |
| 1  | 林信       | 不明                  | 明治16年（1883年）        |                             |
| 2  | 諸見里朝奇 | 明治16年（1883年）    | 明治19年（1886年）3月     |                             |
| 3  | 朝武士干城 | 明治19年（1886年）3月 | 明治24年（1891年）7月     |                             |
| 4  | 笹田柾次郎 | 明治24年（1891年）7月 | 明治28年（1895年）7月     |                             |
| 5  | 朝武士干城 | 明治28年（1895年）8月 | 明治29年（1896年）3月31日 | 3代の再任。国頭郡長へ転任。 |

国頭郡長
| 代 | 氏名       | 就任年月日                | 退任年月日                | 備考                   |
| -- | ---------- | ------------------------- | ------------------------- | ---------------------- |
| 1  | 朝武士干城 | 明治29年（1896年）4月1日  | 明治31年（1898年）7月     | 国頭地方役所長より就任 |
| 2  | 喜入休     | 明治31年（1898年）7月     | 明治41年（1908年）5月     |                        |
| 3  | 大塚市五郎 | 明治41年（1908年）5月     | 大正2年（1913年）7月      |                        |
| 4  | 朝武士干城 | 大正2年（1913年）7月      | 大正4年（1915年）4月      | 初代の再任             |
| 5  | 近藤忠敏   | 大正4年（1915年）4月      | 大正5年（1916年）7月      |                        |
| 6  | 長谷部順治 | 大正5年（1916年）7月      | 不明                      |                        |
|    | 田村浩     | 大正12年（1923年）2月17日 |                           |                        |
|    | 大山武輔   |                           |                           |                        |
|    | 竹崎米吉   |                           |                           |                        |
|    |            |                           | 大正15年（1926年）6月30日 | 郡役所廃止により、廃官 |

## 備考
- 自然の宝庫として知られる山原の大部分は国頭郡に属する。
- 行政上は島尻郡に属している伊平屋伊是名諸島の伊平屋村と伊是名村であるが、県議会選挙区では国頭郡区に属し、郡民体育大会では国頭郡大会に参加する。